# Llista de reis d'Espanya
S'han considerat reis d'Espanya els de la dinastia d'Habsburg, successors dels Reis Catòlics, en què un sol monarca regna sobre la Corona de Castella, la Corona d'Aragó, el Regne de Navarra, i durant un període també sobre el Regne de Portugal. Això no obstant, la situació diferenciada dels regnes fa que realment, el primer monarca que controla pròpiament tot el territori sigui Felip V arran de la seva victòria a la Guerra de Successió sobre els territoris de la Corona d'Aragó, partidaris de l'arxiduc Carles d'Àustria, i va abolir els furs d'aquests regnes igualant-los pràcticament a les lleis de Castella.

## Monarques d'Espanya
Amb l'adveniment dels Àustries, durant els segles xvi i xvii, a partir de l'herència de Carles I de les corones de Castella i d'Aragó el 1516, s'ha afirmat que s'inicia, de facto, la monarquia d'Espanya. Aquesta visió unitària va aparèixer durant el segle xix i es va mantenir bona part del XX, identificant els estats nacionals contemporanis amb els de l'època moderna que, en el cas espanyol, només en certs aspectes guardava relació amb les característiques dels estats moderns. No obstant, en les dues corones es van mantenir les seves lleis, institucions, costums, etc. i els súbdits van mantenir diferents nivells d'identificació amb el seu propi territori i llurs furs i institucions, però això no va impedir el desenvolupament d'una consciència protonacional a redós del concepte de l'estat espanyol, present, tanmateix en els àmbits europeus d'aquesta època, amb la concepció del monarca únic en el límit governamental que havia de bregar amb les institucions territorials i que, tanmateix, va utilitzar l'art en el seu profit per donar aquesta sensació.
| Nom        | Títols | Regnat                              | Successió                                                                           | Imatge    | Escut     |
| ---------- | --- | ----------------------------------- | ----------------------------------------------------------------------------------- | --------- | --------- |
| Carles I   | «Don Carlos, por la divina clemencia, Emperador semper augusto, Rey de Alemaña, Doña Juana su madre, y el mismo Don Carlos, por la misma gracia, Reyes de Castilla, de León, de Aragón, de las Dos Secilias, de Jerusalén, de Navarra, de Granada, de Toledo, de Valencia, de Galicia, de Mallorcas, de Sevilla, de Cerdeña, de Córdoba, de Córcega, de Murcia, de Jaén, de los Algarbes, de Algecira e de Gibraltar, de las Islas de Canaria, de las Indias, Islas y Tierra-Firme del Mar Océano, Condes de Barcelona, Señores de Vizcaya e de Molina, Duques de Atenas e de Neopatria, Condes de Ruisellon e de Cerdania, Marqueses de Oristan e de Gociano, Archiduques de Abstria, Duques de Borgoña e de Brabante, Condes de Flandes e de Tirol». | 1516-1556                           | Net dels Reis Catòlics, fill de la reina Joana I de Castella i Felip I de Castella. | Carles I  | Carles I  |
| Felip II   | «Don Phelipe, por la gracia de Dios, Rey de Castilla, de Leon, de Aragon, de las Dos Sicilias, de Jerusalen, de Portugal, de Navarra, de Granada, de Toledo, de Valencia, de Galicia, de Mallorcas, de Sevilla, de Cerdeña, de Córdoua, de Córcega, de Murcia, de Jahen, de los Algarues, de Algecira, de Gibraltar, de las islas de Canaria, de las Indias orientales y occidentales, Islas y tierra firme del mar Océano, archiduque de Austria, duque de Borgoña y de Brauante y Milan, conde de Abspurg, de Flandes y de Tirol y de Barcelona, Señor de Vizcaya y de Molina». | 1556-1598                           | Fill de l'anterior.                                                                 | Felip II  | Felip II  |
| Felip III  | «Don Phelipe, por la gracia de Dios, Rey de Castilla, de León, de Aragón, de las dos Sicilias, de Jerusalen, de Portugal, de Nabarra, de Granada, de Toledo, de Valencia, de Galicia, de Mallorcas, de Sevilla, de Çerdeña, de Cordoba, de Corçega, de Murcia, de Jaen, de los Algarbes, de Algeçira, de Gibraltar, de las yslas de Canaria, de las Yndias orientales y ocidentales del mar Occeano, Archiduque de Austria, Duque de Borgoña, de Brabante y Milán, Conde de Abspurg, de Flandes, Tirol y Varçelona, Señor de Vizcaya y de Molina». | 1598-1621                           | Fill de l'anterior.                                                                 | Felip III | Felip III |
| Felip IV   | «Don Phelipe por la gracia de Dios rey de Castilla, de León, de Aragón, de las dos Sicilias, de Hierusalen, de Portugal, de Navarra, de Granada, de Toledo, de Valencia, de Galicia, de Mallorca, de Sevilla, de Cerdeña, de Córdova, de Córcega, de Murcia, de Jaén, de los Algarbes, de Algecira, de Gibraltar, de las Islas de Canaria, de las Indias Orientales y Occidentales, Islas y Tierra Firme de el Mar Océano, archiduque de Austria, duque de Borgoña, de Brabante, de Milán, de Atenas y Neopatria, conde de Apspurg, de Flandes, de Tirol y Barcelona, señor de Biscaya y de Molina.». | 1621-1665                           | Fill de l'anterior.                                                                 | Felip IV  | Felip IV  |
| Carles II  | «Don Carlos por la gracia de Dios Rey de Castilla, de Leon, de Aragon de las dos Sicilias, de Jerusalen, de Portugal, de Nauarra, de Granada, de Toledo, de Valencia, de Galicia, de Mallorca, de Seuilla, de Cerdeña, de Cordoua, de Corcega, de Murcia, de Jaen, de los Algarues, de Algezira, de Gibraltar, de las Islas de Canaria, de las Indias Orientales, y Occidentales, Islas, y Tierra-firme del Mar Occeano, archiduque de Austria, duque de Borgoña, de Brabante, y Milan, Conde de Hasburg, de Flandes, de Tirol, de Barcelona, Señor de Vizcaya, y de Molina.». | 1665-1700                           | Fill de l'anterior.                                                                 | Carles II | Carles II |
|            | |                                     |                                                                                     |           |           |
| Carles III | «Don Carlos tercero por la gracia de Dios Rey de Castilla, de Leon, de Aragon, de las dos Sicilias, de Jerusalem, de Navarra, de Granada, de Toledo, de Valencia, de Galicia, de Mallorca, de Sevilla, de Cerdena, de Cordova, de Córcega, de Murcia, de Jaén, de los Algarves, de Algecira, de Gibraltar, de las Islas de Canaria, de las Indias orientales y occidentales, Islas, y tierra firme del mar océano; Archiduque de Austria; Duque de Borgona, de Brabante, y Milan; Conde de Abspurg, de Flandes, Tirol, y Barcelona; Señor de Vizcaya, de Molina.». | 1703-1715 (monarca rival a Felip V) | Rebesnet de Felip III.                                                              | Carles II | Carles II |

## Monarques absolutistes d'Espanya
A l'any 1700 es va instaurar la dinastia Borbó.
| Nom        | Títols | Regnat                    | Successió                                                                                                | Imatge     | Escut      |
| ---------- | --- | ------------------------- | --- | ---------- | ---------- |
| Felip V    | «Don Felipe por la gracia de Dios Rey de Castilla, de Leon, de Aragon, de las dos Sicilias, de Jerusalen, de Navarra de Granada, de Toledo, de Valencia, de Galicia, de Mallorca, de Sevilla, de Cerdeña, de Córcega, de Murcia, de Jaen, de los Algarbes, de Algeciras, de Gibraltar, de las Islas de Canaria, de las Indias Orientales y Occidentales Islas y Tierra-Firme del mar Océano, Archiduque de Austria, Duque de Borgoña, Brabante y Milan, Conde de Aspurg, Flandes, Tirol y Barcelona, Señor de Viscaya y de Molina»                                      | 1700-1724 (primer regnat) | Designat per Carles II.                                                                                  | Felip V    | Felip V    |
| Lluís I    | . | 1724                      | Fill de l'anterior.                                                                                      | Lluís I    | Lluís I    |
| Felip V    | «Don Felipe por la gracia de Dios Rey de Castilla, de Leon, de Aragon, de las dos Sicilias, de Jerusalen, de Navarra de Granada, de Toledo, de Valencia, de Galicia, de Mallorca, de Sevilla, de Cerdeña, de Córcega, de Murcia, de Jaen, de los Algarbes, de Algeciras, de Gibraltar, de las Islas de Canaria, de las Indias Orientales y Occidentales Islas y Tierra-Firme del mar Océano, Archiduque de Austria, Duque de Borgoña, Brabante y Milan, Conde de Aspurg, Flandes, Tirol y Barcelona, Señor de Viscaya y de Molina»                                      | 1724-1746 (segon regnat)  | Mort prematura de l'anterior.                                                                            | Felip V    | Felip V    |
| Ferran VI  | «Don Fernando por la gracia de Dios Rey de Castilla, de León, de Aragón, de las dos Sicilias, de Jerusalem, de Navarra, de Granada, de Toledo, de Valencia, de Galicia, de Mallorca, de Sevilla, de Cerdeña, de Córdova, de Córcega, de Murcia, de Jaén, de los Algarves, de Algecira, de Jibraltar, de las islas Orientales y Occidentales, Islas y tierra firme del Mar Océano, Archiduque de Austria, Duque de Borgoña, Brabante y Milán, Conde de Abspurg, de Flandes, Tirol y Barcelona, Señor de Vizcaya y de Molina»                                             | 1746-1759                 | Fill de l'anterior.                                                                                      | Ferran VI  | Ferran VI  |
| Carles III | «Don Carlos, por la Gracia de Dios, Rey de Castilla, de Leon, de Aragon, de las Dos Sicilias, de Jerusalem, de Navarra, de Granada, de Toledo, de Valencia, de Galicia, de Mallorca, de Sevilla, de Cerdena, de Cordova, de Corcega, de Murcia, de Jaen, de los Algarves, de Algeciras, de Gibraltar, de las Islas de Canaria, de las Yndias Orientales, y Occidentales, Islas, y Tierra Ferma del Mar Oceano; Archiduque de Austria; Duque de Borgona, de Brabante, y de Milan; Conde de Abspurg, de Flandes, Tirol y Barcelona; Senor de Viscaya, y de Molina»        | 1759-1788                 | Germà de l'anterior.                                                                                     | Carles III | Carles III |
| Carles IV  | «Don Carlos por la gracia de Dios, Rey de Castilla, de León de Aragón, de las dos Sicilias, de Jerusalem, de Navarra, de Granada, de Toledo, de Valencia, de Galicia, de Mallorca, de Menorca, de Sevilla, de Cerdeña, de Córdoba, de Córcega, de Murcia, de Jaén, de los Algarbes, de Algeciras, de Gibraltar, de las Islas de Canaria, de las Indias Orientales y Occidentales, Islas y Tierra-firme del Mar Océano; Archiduque de Austria, Duque de Borgoña, de Brabante y Milán; Conde de Habsburgo, de Flandes, Tirol y Barcelona; Señor de Vizcaya y de Molina.»  | 1788-1808                 | Fill de l'anterior.                                                                                      | Carles IV  | Carles IV  |
| Ferran VII | «Don Fernando, por la Gracia de Dios, Rey de Castilla, de Leon, de Aragon, de las Dos Sicilias, de Jerusalen, de Navarra, de Granada, de Toledo, de Valencia, de Galicia, de Mallorca, de Menorca, de Sevilla, de Cerdena, de Córdoba, de Córcega, de Murcia, de Jaen, de los Algarbes, de Algeciras, de Gibraltar, de las Islas de Canaria, de las Indias Orientales y Occidentales, Islas y Tierra firme del mar Océano; Archiduque de Austria; Duque de Borgona, de Brabante y de Milan; Conde de Abspurg, Flándes, Tirol y Barcelona; Señor de Vizcaya y de Molina» | 1808-1808 (primer regnat) | Fill de l'anterior. Succeí al seu pare després del Motí d'Aranjuez que provocà l'abdicació de Carles IV. | Ferran VII | Ferran VII |

## Reis d'Espanya
Durant el segle xix i XX els problemes d'estabilitat política a Espanya seran continus. La Guerra del Francès afectà greument la península amb l'ocupació napoleònica i portarà al poble espanyol a les armes contra els francesos i es promulgarà la primera constitució espanyola que no obstant serà abolida per Ferran VII quan retorni a Espanya. Però serà durant el regnat de la seva filla Isabel, quan els problemes seran més greus a causa del problema dinàstic i de caràcter civil en les guerres carlistes i els successius canvis de governs entre progressistes i moderats que portaran finalment a la Revolució Gloriosa que expulsen a la reina. Després d'això, hi ha les proves amb la monarquia constitucional d'Amadeu I i la Primera República que, tot i així, fracassaren i portaren a la restauració borbònica col·locant en el tron al fill d'Isabel II, Alfons XII.

### Dinastia Bonaparte
Primera destitució de la casa de Borbó a través de les abdicacions de Baiona. Durarà durant l'ocupació napoleònica de la península. Durant aquest període Catalunya legalment no formà part d'Espanya sinó que s'incorporà a l'Imperi francès.
| Nom     | Títols | Regnat    | Successió                                                                      | Imatge  | Escut   |
| ------- | --- | --------- | ------------------------------------------------------------------------------ | ------- | ------- |
| Josep I | Títols constitucionals (1812) «D. Josef Napoleón, por la gracia de Dios y por la Constitución del Estado, Rey de las Españas y de las Indias» | 1808-1813 | Entronació de mans de Napoleó Bonaparte a través de les abdicacions de Baiona. | Josep I | Josep I |

### Dinastia Borbó (primera restauració)
| Nom        | Títols | Regnat                   | Successió | Imatge     | Escut      |
| ---------- | --- | ------------------------ | --- | ---------- | ---------- |
| Ferran VII | Títols constitucionals (1812) «Don Fernando VII, por la gracia de Dios y la Constitución de la Monarquía española, Rey de las Españas» Abolició de la Constitució (1813-1833) «Don Fernando, por la Gracia de Dios, Rey de Castilla, de Leon, de Aragon, de las Dos Sicilias, de Jerusalen, de Navarra, de Granada, de Toledo, de Valencia, de Galicia, de Mallorca, de Menorca, de Sevilla, de Cerdena, de Córdoba, de Córcega, de Murcia, de Jaen, de los Algarbes, de Algeciras, de Gibraltar, de las Islas de Canaria, de las Indias Orientales y Occidentales, Islas y Tierra firme del mar Océano; Archiduque de Austria; Duque de Borgona, de Brabante y de Milan; Conde de Abspurg, Flándes, Tirol y Barcelona; Señor de Vizcaya y de Molina» | 1813-1833 (segon regnat) | Fill de l'anterior. Succeí al seu pare després del Motí d'Aranjuez que provocà l'abdicació de Carles IV.             | Ferran VII | Ferran VII |
| Isabel II  | Títols constitucionals «Doña Isabel II, por la gracia de Dios y la Constitución, Reina de las Españas» | 1833-1868                | Filla de l'anterior. Entre 1833 i 1840 exerceix la regència la seva mare Maria Cristina de Borbó per minoria d'edat. | Isabel II  | Isabel II  |

### Dinastia Savoia
| Nom      | Títols                                                                                            | Regnat    | Successió                                                                           | Imatge   | Escut    |
| -------- | ------------------------------------------------------------------------------------------------- | --------- | ----------------------------------------------------------------------------------- | -------- | -------- |
| Amadeu I | Títols constitucionals «Don Amadeo I, por la gracia de Dios y la voluntad nacional Rey de España» | 1870-1873 | Monarca escollit per les Corts espanyoles després de la Revolució Gloriosa de 1868. | Amadeu I | Amadeu I |

### Dinastia Borbó (segona restauració) -Restauració borbònica
Després de l'efímer regnat d'Amadeu I, monarca que tindrà molts problemes per congeniar amb els polítics i en general amb tota la població, Espanya esdevindrà una efímera república entre 1873-1874. Això no obstant, la discussió sobre el model d'Estat i l'actuació dels partidaris alfonsistes, encapçalats per Antonio Cánovas del Castillo, van portar de nou la monarquia en mans dels Borbó.
| Nom         | Títols                                                                                           | Regnat    | Successió                                                                                                   | Imatge      | Escut       |
| ----------- | ------------------------------------------------------------------------------------------------ | --------- | --- | ----------- | ----------- |
| Alfons XII  | Títols constitucionals «Don Alfonso XII, por la gracia de Dios, Rey constitucional de España»    | 1874-1885 | Restauració de la casa de Borbó en el tron d'Espanya. Fill d'Isabel II.                                     | Alfons XII  | Alfons XII  |
| Alfons XIII | Títols constitucionals «Don Alfonso XIII, por la gracia de Dios y la constitución rey de España» | 1886-1931 | Fill de l'anterior. Regència de la seva mare Maria Cristina d'Àustria per minoria d'edat entre 1885 i 1902. | Alfons XIII | Alfons XIII |

### Dinastia Borbó (tercera restauració)
La imatge d'Alfons XIII es veu molt deteriorada després de la dictadura de Primo de Rivera, que ell mateix sanciona i intentà retornar al constitucionalisme amb la Dictablanda del general Berenguer. Això no obstant, la convocatòria d'eleccions municipals el 1931 van donar la victòria als republicans a les grans ciutats i el rei temorós del que pogués passar sortí d'Espanya i poc després s'instaura la Segona República Espanyola que va durar fins a 1939, després de patir el país una guerra civil que va acabar amb la república i la instauració de la dictadura del general Francisco Franco que durà de 1939 a 1975. És amb el final de la dictadura que es passa al període de la transició democràtica en què es decideix el retorn a una monarquia parlamentària amb Joan Carles I com a monarca.
| Nom           | Títols                                                   | Regnat    | Successió                                                                                             | Imatge        | Escut         |
| ------------- | -------------------------------------------------------- | --------- | --- | ------------- | ------------- |
| Joan Carles I | Títols constitucionals «Don Juan Carlos I Rey de España» | 1975-2014 | Nomenat pel general Francisco Franco cap de l'estat i refrendat per la Constitució Espanyola de 1978. | Joan Carles I | Joan Carles I |
| Felip VI      | Títols constitucionals «Don Felipe VI Rey de España»     | 2014~     | Accedí a la corona després de l'abdicació del seu pare el 2014.                                       | Felip VI      | Felip VI      |